# Șelaru
Șelaru è un comune della Romania di 3 560 abitanti, ubicato nel distretto di Dâmbovița, nella regione storica della Muntenia.
Il comune è formato dall'unione di 3 villaggi: Fierbinți, Glogoveanu, Șelaru.